# Andromeda (švédská hudební skupina)
Andromeda je švédská progresivně metalová skupina, založená v roce 1999. Členové skupiny jsou David Fremberg (zpěv), Johan Reinholdz (kytara), Linus „Mr. Gul“ Abrahamson (baskytara), Martin Hedin (klávesy) a Thomas Lejon (bicí).

## Diskografie
- Extension of the Wish (2001)
- II=I (Two is One) (2003)
- Extension of the Wish - Final Extension (2004)
- Chimera (2006)
- Playing Off The Board (DVD) (2007)
- The Immunity Zone (2008)
- Manifest Tyranny (2011)